# Katsuki Mori
Pour les articles homonymes, voir Mori.
Katsuki Mori est un mannequin et une actrice japonaise. Elle fait partie de Stardust Promotion

## Biographie
Elle a commencé en 2006 avec une campagne pour la Japan Post.
Native d'Osaka, elle a déménagé à Tokyo lorsqu'elle est entrée à l'université et a travaillé comme mannequin pour les magazines de mode More (ja), puis pour Baila (ja).
En 2021, Contes du hasard et autres fantaisies de Ryūsuke Hamaguchi fut officiellement inscrit en compétition à la Berlinale 2021 où le film obtint le Grand prix du jury. Dans ce film, pour le Folha de S. Paulo, la scène où elle lit est « l'une des plus grandes scènes érotiques de l'histoire du cinéma.», « bouleversant d’émotion contenue »

## Filmographie sélective
- 2013 : Miss Pilot
- 2021 : Contes du hasard et autres fantaisies de Ryūsuke Hamaguchi